# 孙志勇
孙志勇，中华人民共和国外交官。历任驻大阪副总领事、驻名古屋副总领事。